# Tulse Luper
Tulse Luper (vollständiger Name: Tulse Henry Purcell Luper) ist eine von Peter Greenaway erfundene Figur, die er in mehreren seiner Werke verwendet.
So erscheint sie in seinen frühen Filmen Vertical Features Remake und A Walk Through H: The Reincarnation of an Ornithologist sowie in dem 1980 gedrehten Film The Falls. Außerdem spielt Luper die wichtigste Rolle in The Tulse Luper Suitcases, einem ehrgeizigen Multimedia-Projekt Greenaways, das aus drei Filmen, den zwei Büchern Tulse Luper in Turin und Tulse Luper in Venice, aus 92 DVDs, mehreren Webseiten und CD-ROMs besteht. Dieses Projekt, das im Jahre 2003 begonnen wurde, porträtiert Tulse Luper, einen 1911 geborenen Waliser, anhand von 92 ihm zugeschriebenen Koffern und deren Inhalten. Jeder Koffer enthält ein Objekt, das in irgendeiner Weise „die Welt repräsentieren“ soll. Die Zahl 92 ist dabei eine Anspielung auf die Ordnungszahl des Elements Uran; auch in früheren Werken hat Greenaway die Zahl 92 bereits als Strukturelement verwendet. Tulse erscheint dabei als Autor, Projektmacher und Mitarbeiter von Greenaway, wodurch die Grenzen zwischen Realität und Fiktion mitunter verschwimmen. Ein weiteres werkprägendes Element ist die Metapher „Gefängnis“: Geschildert wird, wie Tulse mehrfach in seinem Leben in Gefängnisse gerät.
In den drei Filmen fällt die ungewöhnliche, experimentelle Machart auf, die dem Ganzen den Eindruck einer visuellen Enzyklopädie vermittelt. Man kann das Projekt als ein Werk des Independent-Film-Genres betrachten, es weist Merkmale postmoderner Kunst auf.

## Online-Game
Zeitweise gab es ein Online-Game über Tulse Luper, das mittlerweile nicht mehr verfügbar ist. Hier hatte man an drei verschiedenen Orten diverse Koffer zu öffnen, hinter denen sich jeweils ein Spiel befand. Mit dem Moment der Registrierung fing man an einem der drei Orte an, welcher dann auch für die pro abgeschlossenem Spiel erhaltenen Videosequenzen stand. Man konnte eine von drei möglichen Sequenzen erhalten, aber immer nur den gleichen Teil. Die anderen Teile konnte man durch Handel von anderen Mitspielern in der Gemeinschaft erwerben – Tausch oder Kauf. In der ersten Zeit nach dem Release war das Spiel noch nicht abgeschlossen, es waren noch nicht alle 92 Koffer vorhanden. Es kamen immer wieder neue Koffer hinzu. Die Koffer waren auch nicht an jedem Ort zu erreichen, man musste dann jeweils zu den anderen Orten reisen, um fehlende Koffer zu spielen.